# Legge 20 marzo 1865, n. 2248
La legge 20 marzo 1865, n. 2248, conosciuta anche come legge Lanza, dal nome del ministro dell'interno del Governo La Marmora II che ne fu promotore, Giovanni Lanza, oppure come legge Ricasoli, fu una legge del Regno d'Italia unitario rubricata "legge per l'unificazione amministrativa del Regno d'Italia", emanata il 20 marzo 1865.
La norma in oggetto, tranne in alcuni aggiustamenti secondari, costituì sostanzialmente una generalizzazione del decreto Rattazzi di sei anni prima, tanto da rappresentare uno dei più noti simboli della cosiddetta piemontesizzazione del nuovo regno.

## Storia
Tramite il decreto Rattazzi il Regno di Sardegna aveva assicurato l'incorporazione legislativa e amministrativa della Lombardia, mentre in altre zone d'Italia erano in vigore forme particolari del decreto emanate dalle dittature risorgimentali; addirittura in Toscana si era mantenuta l'avanzata legislazione asburgica del 1859, solo con lievi ritocchi.
Il nuovo parlamento del Regno d'Italia nella seduta del 1864, in cui si deliberava il trasferimento della capitale da Torino a Firenze, fece pressioni affinché si procedesse con solerzia all'approvazione di una legge per l'unificazione legislativa e amministrativa del regno. In ossequio al voto del Parlamento, su progetto del ministro Giovanni Lanza, venne emanata la legge del 20 marzo 1865, n. 2248, avente carattere peraltro centralizzatore, da applicarsi in tutto il regno. Infine, fu poi estesa al Veneto nel 1866, dopo la sua annessione al Regno d'Italia a seguito della Terza guerra di indipendenza italiana e al Lazio nel 1870, dopo la presa di Roma.
Anche se l'entrata in vigore della legge n. 2248/1865 fu un passo fondamentale per l'unificazione amministrativa d'Italia, innovazioni significative in questo settore dell'ordinamento italiano saranno introdotte solo con la riforma Crispi del 1888 sul riordino dell'amministrazione centrale dello Stato, e da vari provvedimenti legislativi successivi.

## Contenuto
La norma tuttavia, così come impostata, fu vivamente criticata; mancò alle Camere qualsiasi discussione sia delle linee essenziali, sia dei singoli articoli. Le innovazioni che essa apportò non rispondevano né agli studi lungamente e accuratamente condotti, né alle giuste esigenze di un buon andamento delle amministrazioni locali: si tradusse nell'estensione della normativa dello stato sabaudo al neonato regno d'Italia.
L'elettorato attivo, le cause di ineleggibilità, la nomina del sindaco e della giunta comunale, non ebbero nessun cambiamento rispetto alla legge del 1859. Per il resto, la norma sostanzialmente replicò la disciplina di tutta una serie di aspetti amministrativi del Regno di Sardegna nel nuovo Regno d'Italia, dalle attribuzioni fondamentali dei comuni che svolgevano per delega dello Stato compiti relativi ad attività di interesse nazionale (stato civile, censimento, elezioni, servizio militare), a disposizioni riguardanti sanità, ordine pubblico e viabilità, e l'introduzione della suddivisione a livello amministrativo, in provincie e mandamenti dello stato sabaudo.
Dal punto di vista istituzionale, i primi articoli stabilirono la nascita della provincia di Siracusa (e la contestuale soppressione di quella di Noto) e la delega al governo per cancellare molti piccoli comuni. Novità apportate furono il raddoppio della durata dei deputati provinciali e degli assessori comunali ora che la deputazione provinciale e la giunta comunale si rinnovava ogni anno solo per metà, e l'incremento del numero degli amministratori dei comuni oltre i 250 000 abitanti a 80 consiglieri e 10 assessori, e dei deputati di tutte le province di due unità.
Sotto il profilo del contenzioso amministrativo, all'Italia unita premeva soprattutto abolire le giurisdizioni camerali esistenti in molti Stati pre-unitari. Perciò l'allegato E attribuì alla giurisdizione ordinaria tutte le materie "nelle quali si faccia questione di un diritto civile o politico" di cittadini, ancorché siano stati emanati provvedimenti amministrativi. Anzi, quando la contestazione verte in merito a un diritto che si pretende leso da un atto dell’autorità amministrativa, i tribunali si limitano a conoscere degli effetti dell’atto stesso in relazione all’oggetto dedotto in giudizio. L’atto amministrativo non potrà essere revocato o modificato dal giudice civile, che si limiterà a disapplicarlo nel caso concreto: "le autorità giudiziarie applicheranno gli atti amministrativi ed i regolamenti generali e locali in quanto siano conformi alle leggi" (articolo 5).

## Struttura
La legge Lanza si strutturava di soli cinque articoli propri, seguiti da una consistente lista di testi normativi annessi, che sono riportati di seguito:
- Legge sull'amministrazione comunale e provinciale (legge comunale e provinciale, allegato A);
- Legge sulla sicurezza pubblica (allegato B);
- Legge sulla sanità pubblica (allegato C);
- Legge sull'istituzione del Consiglio di Stato (legge sul Consiglio di Stato, allegato D);
- Legge sul contenzioso amministrativo (allegato E);
- Legge sui lavori pubblici (legge sulle opere pubbliche, allegato F);

Diversi articoli degli allegati sono ancora vigenti.